# Věštba

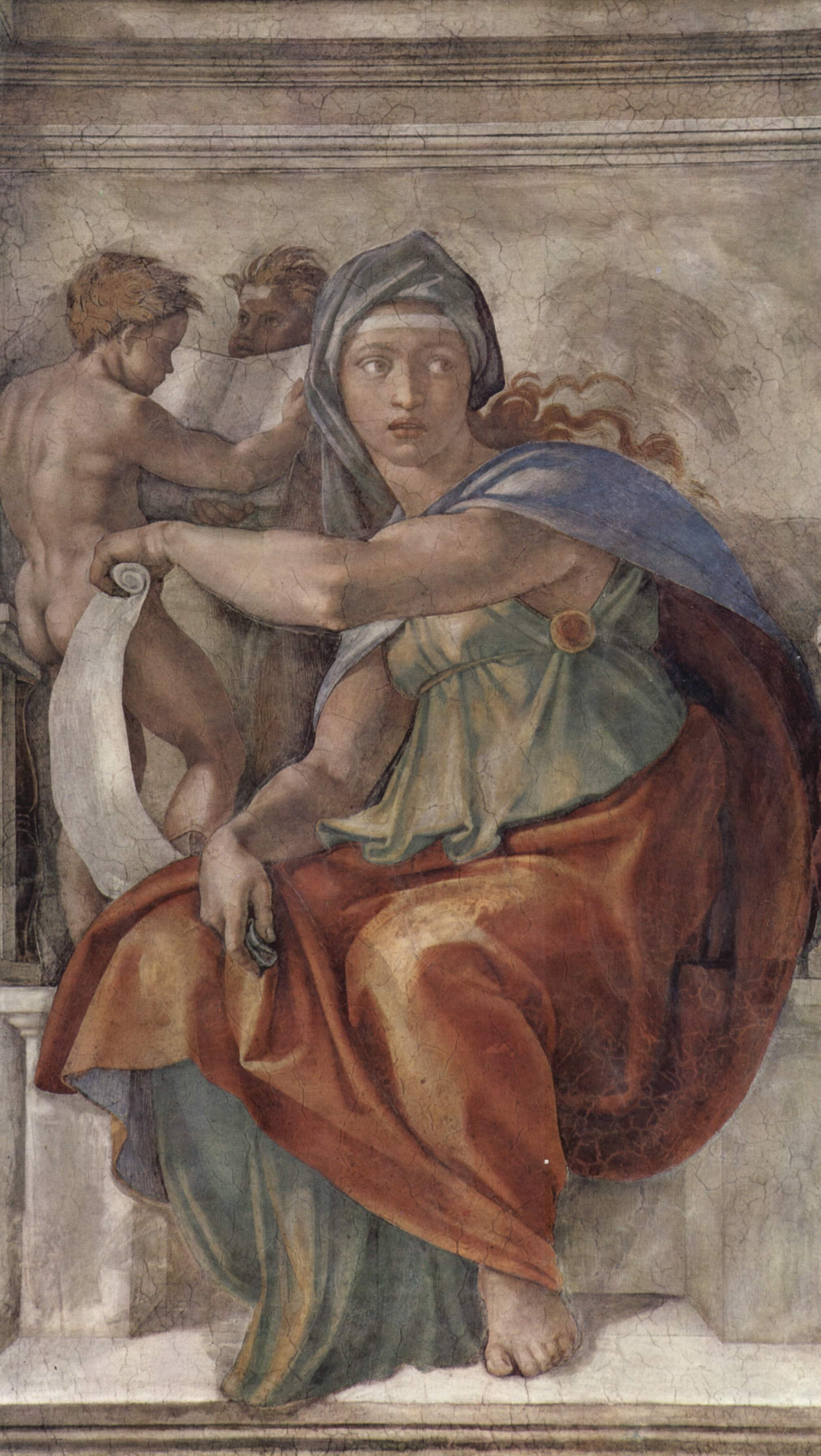
Sibyla v Sixtínské kapli

Věštba, latinsky oraculum, znamená předpověď budoucích událostí, někdy i v daleké budoucnosti nebo na vzdáleném místě. Často bývala „temná“ a víceznačná, takže se dala vyložit různým způsobem. Věštby přijímali věštci (například Amfilochos, Spurinna) nebo věštkyně jako Pýthia, Sibyla. Věštby mají významnou úlohu ještě například v Kosmově kronice, později ve středověku byly pokládány za pověru a černé umění, obnoveny byly až počátkem novověku.